# Josef Greindl
Josef Greindl (Monaco di Baviera, 23 dicembre 1912 – Vienna, 16 aprile 1993) è stato un basso tedesco.

## Biografia
Studiò all'Accademia di Monaco con Paul Bender e Anna Bahr-Mildenburg e debuttò nel 1936 al teatro di Krefeld nel ruolo di Hunding in Die Walküre di Richard Wagner. Fece parte della compagnia del Teatro dell'Opera di Düsseldorf dal 1938 al 1942, quando Heinz Tietjen lo volle con sé alla Staatsoper Berlin, di cui fece parte fino al 1948. Mentre ancora si trovava a Düsseldorf fece parte del cast della prima dell'opera Die Hexe von Passau di Ottmar Gerster nel 1941, e nello stesso anno cantò a Berlino nella prima di Das Schloss Dürande di Othmar Schoeck. Nel 1943 e nel 1944 Greindl prese parte per la prima volta al Festival di Bayreuth, interpretando il ruolo di Pogner in Die Meistersinger von Nürnberg.
A seguito della sua istanza del 20 ottobre 1939, Greindl divenne, a partire dal 1º dicembre 1939, membro della NSDAP con il numero di tessera 7.342.013. Nell'agosto 1944, verso la fine della seconda guerra mondiale, venne incluso da Adolf Hitler nella cosiddetta Gottbegnadeten-Liste, cioè la lista delle più importanti personalità del mondo della cultura che sarebbero dovute essere esentate dal servizio militare anche nell'eventualità che il fronte arrivasse in Germania.
A partire dal 1948 e fino al 1970 Greindl fece parte della compagnia dell'Opera di Berlino Ovest. Nel 1949 cantò per la prima volta al Festival di Salisburgo e fu nel cast della prima di Antigonae di Carl Orff: tornò a Salisburgo più volte fino al 1952, nella parte di Sarastro in Die Zauberflöte di Mozart.
Nel 1951 fu tra i cantanti che inaugurarono il nuovo ciclo del Festival di Bayreuth, e nel 1956 venne nominato Kammersänger; nello stesso anno entrò a far parte della compagnia della Staatsoper di Vienna.
Nel 1961 assunse la direzione della Scuola musicale di Saarbrücken, e nel 1974 divenne professore ordinario alla Universität für Musik und darstellende Kunst Wien. Nel 1960 si aggiudicò il Deutscher Kritikerpreis.
Greindl, la cui specialità furono i ruoli da basso delle opere di Richard Wagner (Hagen, Gurnemanz, Marke, Fasolt, Titurel, Fafner), si trovava a suo agio anche nel registro acuto: negli anni Sessanta iniziò a cimentarsi in ruoli da baritono, come Hans Sachs, il Viandante in Siegfried, l'Olandese in L'olandese volante, e anche Don Alfonso in Così fan tutte. A parte Wagner e Mozart, il suo repertorio comprendeva anche Gluck, Verdi, Richard Strauss, Schönberg, Musorgskij, Smetana, Debussy, Berg, Orff e Pfitzner, i Lieder di Franz Schubert e Loewe, musica sacra di Bach, Händel, Haydn, Mozart, Beethoven, Verdi, Schubert e Rossini.
Cantò nei teatri d'opera più importanti della Germania e del mondo, come ad esempio la Royal Opera House di Londra, l'Opéra Garnier di Parigi, il Teatro alla Scala di Milano, la Metropolitan Opera di New York. Sua figlia, Gudrun Greindl Rosner, divenne anch'ella una cantante.

## Discografia (selezione)
- Lohengrin (Decca)
- Die Entführung aus dem Serail (Deutsche Grammophon)
- Martha (Deutsche Grammophon)
- Berühmte Solisten (Deutsche Grammophon)
- Rigoletto (Deutsche Grammophon)
- Die Zauberflöte (Deutsche Grammophon)
- Tristan und Isolde (Electrola/EMI)
- Der fliegende Holländer (Electrola)
- Tannhäuser (Electrola)
- Die Meistersinger von Nürnberg (Hans Knappertsbusch, 1960; Karl Böhm, 1964)
- Parsifal (Dir. Hans Knappertsbusch, 1960)
- Der Ring des Nibelungen, per la direzione di:
  - Joseph Keilberth, 1955
  - Clemens Krauss, 1953
  - Hans Knappertsbusch, 1956
  - Karl Böhm, 1967